# Werner Jaray

Werner Jaray (ca. 1970)

Werner Jaray (* 15. September 1920 in Friedrichshafen; † 2. Februar 2002 in Zürich) war ein österreichisch-schweizerischer Architekt und Hochschullehrer.

## Werdegang
Werner Jaray wurde als Sohn des Ingenieurs Paul Jaray und seiner Frau Olga, geb. Jehle, geboren. 1923 zog die Familie in die Schweiz, wo er 1939 die Staatsbürgerschaft erhielt. Nach der Schulzeit absolvierte Jaray eine Lehre als Eisenbetonzeichner in Luzern und studierte von 1942 bis 1946 Architektur an der ETH Zürich. 1947 gründete er mit den Architekten Fred Cramer und Claude Paillard das Büro CJP. Von 1957 bis 1965 war Jaray Lehrer am Technikum in Winterthur, seit 1965 außerordentlicher Professor und von 1967 bis 1985 Lehrstuhlinhaber an der ETH Zürich.

## Werk
- 1952 Siedlung "In der Au", Zürich-Schwamendingen[1]
- 1955 Pavillonschule Chriesiweg, Zürich[2]
- 1959 Wohnquartier im Friesenberg, Zürich[3]
- 1960 Mittelschule, Schüpfheim[4]
- 1962 Kirche Saatlen, Zürich-Schwamendingen
- 1962 Kirchengemeindehaus, Horgen[5]

## Preise
- 1955: Auszeichnung für gute Bauten der Stadt Zürich für die Pavillonschule Chriesiweg

## Schüler
- Jürg Weber